# بنو ثعلبة
بنو ثعلبة إحدى القبائل اليهودية التي كانت تسكن المدينة المنورة و فدك و تيماء.

## لمحة تاريخية
وتسمى كذلك بـ بني ثعلبة بن الفطيون تمييزاً لها عن القبائل الأخرى المشابهة لها في الاسم، وكلمة فطيون هي كلمة عبرانية تطلق على من يلي أمر اليهود وملكهم، وذلك لأن قبيلة بني ثعلبة كان منها ملك يثرب وسائر يهود الحجاز في زمن الجاهلية، قال ياقوت الحموي ((وكان ملك بني إسرائيل يقال له الفيطوان، وفي كتاب ابن الكلبي: الفطيون، بكسر الفاء والياء بعد الطاء، وكانت اليهود والأوس والخزرج يدينون له)).
وبنو ثعلبة من حلفاء قبيلة الأوس، وقد شاركت في حروب الأوس والخزرج إلى جانب حليفتها الأوس ومنها وقعة يوم بعاث

## أصل بنو ثعلبة
ذهب بعض المؤرخون أمثال ابن الأثير إلى أن أصلهم من بني إسرائيل وذهب البعض الأخر إلى انهم من العرب.
ونقل عن ابن إسحاق بأنهم بطن من بطون بني قريظة، وعلى هذا فهم من الكاهنين من نسل هارون، ولا يستبعد أن تكون بني ثعلبة من بني إسرائيل ومن سلالة داؤد وذلك بسبب أن مُلك يهود الحجاز كان فيهم، وفي الشريعة اليهودية لا يجوز المُلك إلا في ذرية النبي داود كما جاء النص على ذلك في سفر صموئيل الثاني ((سَتَبْقَى عائِلَتُكَ عائِلَةَ الملوكِ)).
وإن لم يرد نص صريح في نسب بنو ثعلبه إلى أي سبط ينتمون من أسباط بني إسرائيل إلا أنه جاء في بعض المصادر بأن السموأل بن عادياء من سبط يهوذا، كما نُسب آل السموأل إلى بني ثعلبة في إحدى الأقوال فضلاً عن تصريح السموأل بنسبه إلى بني الديان في شعره، والديان هو مرادف الفيطوان، إذ أن الديان في اللغة العربية بمعنى القاضي أو الحاكم  والفيطون في اللغة العبرية (Shephotem) بمعنى القاضي والحاكم، وعلى هذا يكون بنو ثعلبة من سبط يهوذا

## أعلام من بني ثعلبة
- الصحابي الجليل جليبيب
- الصحابي مخيريق[17]
- عبد الله بن صوريا[4]
- جبل بن جوال[18]
- عمرو بن عزرة[19]
- شريف بن كعب [20]
- السموأل بن عادياء [14]